# Goldwasser

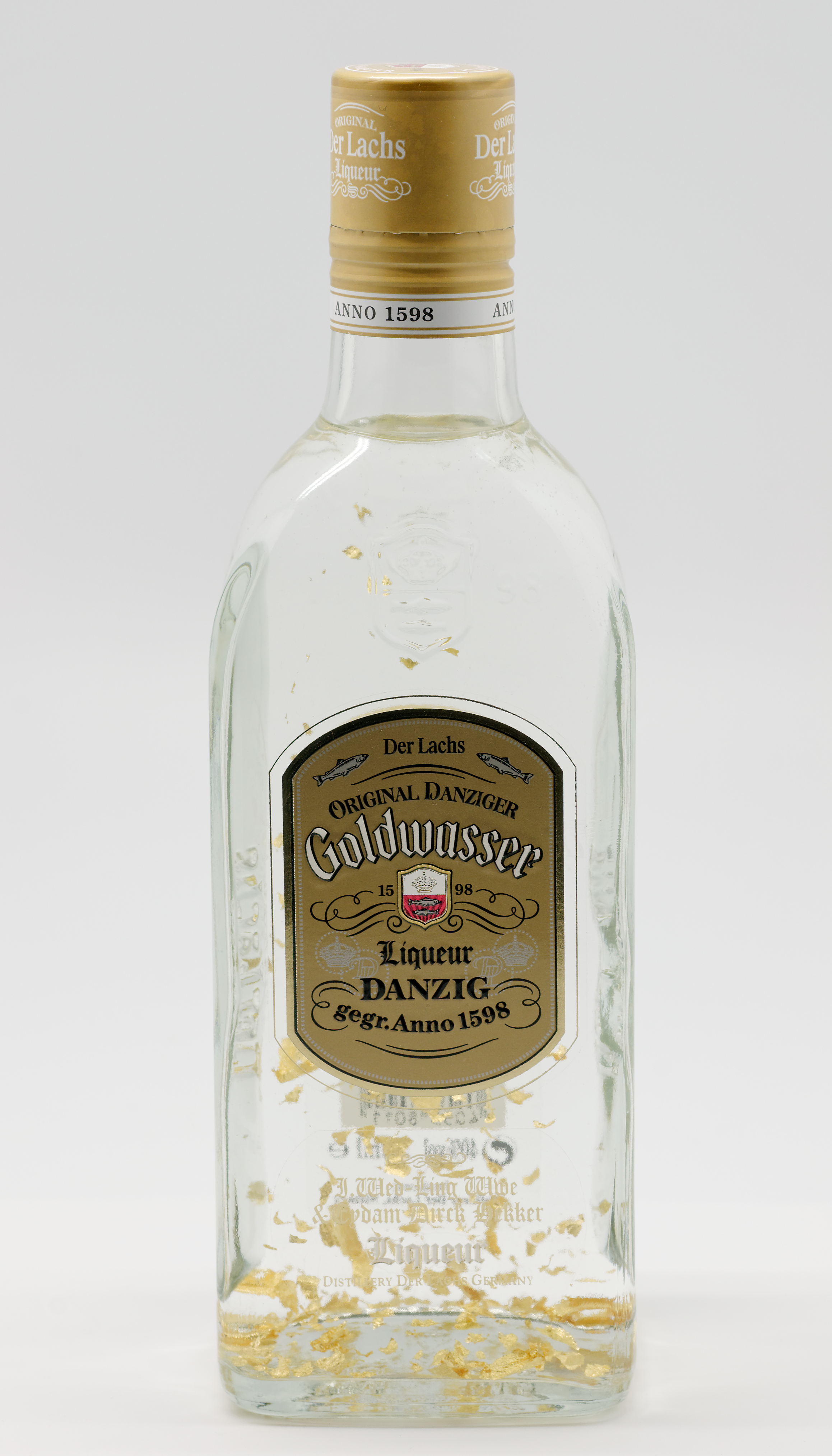
Garrafa de Goldwasser com flocos de ouro dispersos no líquido.

Goldwasser é um licor de ervas e raízes com 40% de teor alcoólico, produzido originalmente em Gdańsk (Danzig), Polônia. Sua característica mais marcante é a presença de flocos de ouro de 23 quilates suspensos no líquido.

## Composição
Contém especiarias como cardamomo, cravo, canela, lavanda, tomilho, coentro e junípero, com textura levemente viscosa. O ouro, considerado não tóxico, passa pelo sistema digestivo sem alterações, sendo liberado para utilização como aditivo alimentar, registrado sob o código E175.